# Agfacolor
Pour les articles homonymes, voir Agfa.

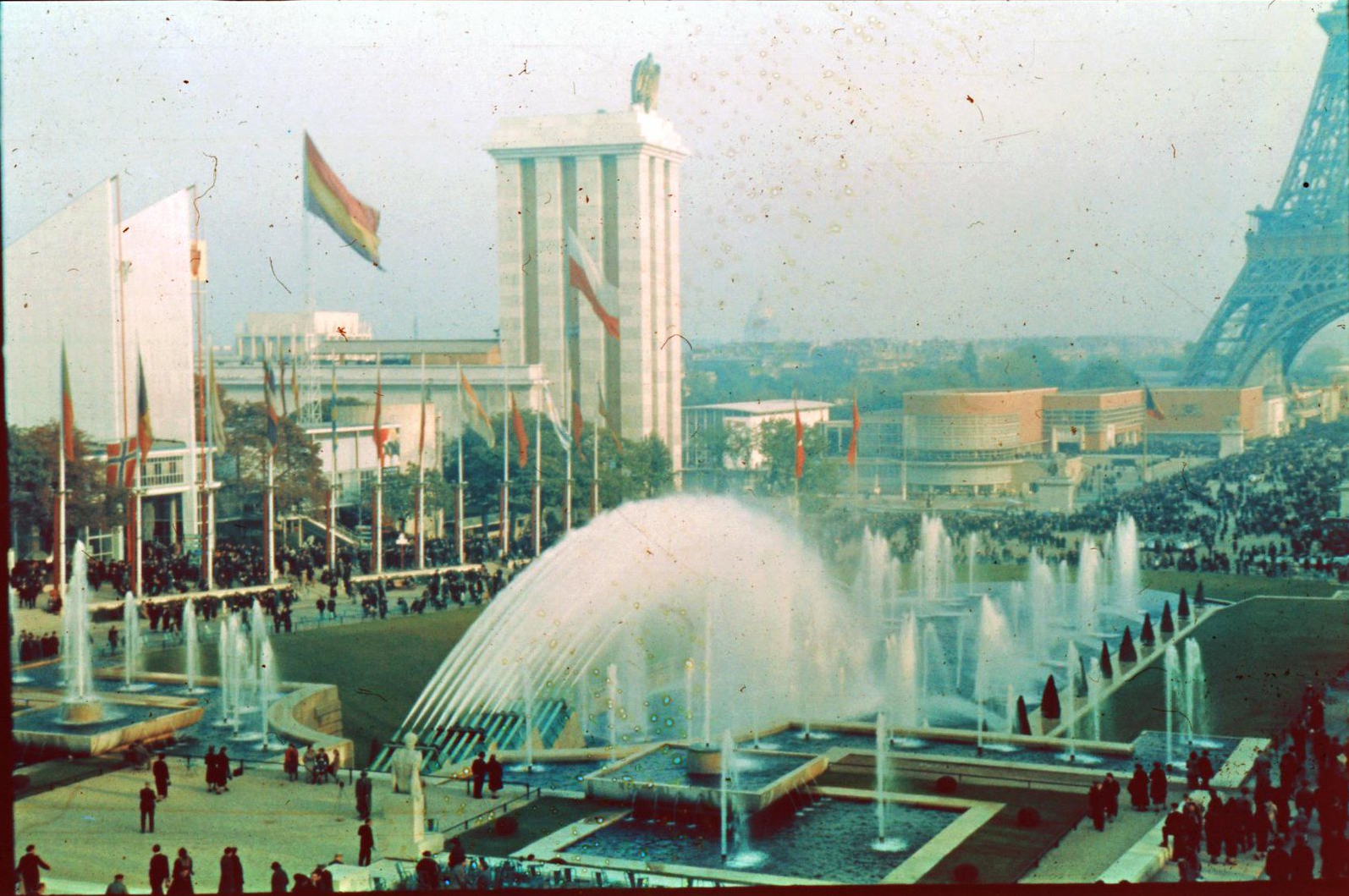
Film Agfacolor-Neu (Paris 1937).

Agfacolor est une série de produits photographiques couleurs fabriquée par Agfa (Allemagne). Elle est introduite en 1932 comme une version « plaque » (film inversible), similaire au processus de l'Autochrome, mais à la fin de 1936, Agfa présente le film à transparence Agfacolor-Neu.
Cette technique repose sur le brevet no 253335 du Dr Rudolf Fischer de 1911 à Berlin. Le nouveau film Agfacolor est similaire au Kodak Kodachrome mis en place en 1935.
Le premier film tourné avec ce procédé est La Belle Diplomate de Georg Jacoby.

## Films tournés en Agfacolor
- 1947 : Le Mariage de Ramuntcho
- 1947 : L'Année tchèque
- 1948 : Le Rossignol et l'Empereur de Chine
- 1954 : Ah ! Les belles bacchantes
- 1955 : Sissi
- 1956 : Ce soir les jupons volent
- 1957 : Printemps à Paris
- 1957 : La Garçonne
- 1957 : Sylviane de mes nuits
- 1959 : Sans tambour ni trompette
- 1965 : Les Îles enchantées
- 1986 : Mélo
- 1990 : Peraustrínia 2004